# Borrego do Nordeste Alentejano
O Borrego do Nordeste Alentejano IGP é um produto de origem portuguesa com Indicação Geográfica Protegida pela União Europeia (UE) desde 5 de abril de 2003.
Os borregos são da raça Merino Branco ou Cruzados de Raças Melhoradoras Merino Branco.

## Agrupamento gestor
O agrupamento gestor da indicação geográfica protegida "Borrego do Nordeste Alentejano" é a NATUR-AL-CARNES - Agrupamento de Produtores Pecuários do Norte Alentejano, S.A..